# Charnego
Charnego oder Xarnego ist ein katalanischer Begriff, der so viel wie Ausländer bedeutet. Er kann in etwa mit dem  antiken griechischen „Barbaros“ verglichen werden.

## Entstehung
Charnego bezeichnete im Laufe des 20. Jahrhunderts aus einer nichtkatalanischsprachigen Region eingewanderte Spanier oder deren Nachkommen in Katalonien, meist aus Kastilien, der Extremadura oder Andalusien. Der Begriff, ursprünglich als Fremdbezeichnung pejorativ gemeint, wurde zum Geusenwort, d. h. die ursprünglich pejorative Fremdbezeichnung wird heute mit Stolz als Eigenbezeichnung verwendet.

## Etymologie
Nach dem Diccionario de la Lengua Española ist der Begriff charnego auf das katalanische xarnego zurückzuführen, welches wiederum vom kastilischen lucharniego stamme. Der perro lucharniego ist der Hund, der darauf dressiert ist, bei Nacht zu jagen. Dies ist etymologisch dadurch verdunkelt, dass nicht ohne weiteres zu erkennen ist, dass lucharniego eigentlich von nocharniego (sinngemäß „bei Nacht unterwegs“) kommt.

## Berühmte Charnegos
- Manuel Vázquez Montalbán, Schriftsteller
- David und José Manuel Muñoz Calvo, (Estopa), Rockmusiker